# La Peña, Pisaflores
La Peña är en ort i Mexiko.   Den ligger i kommunen Pisaflores och delstaten Hidalgo, i den sydöstra delen av landet, 200 km norr om huvudstaden Mexico City. La Peña ligger 768 meter över havet och antalet invånare är 455.
Terrängen runt La Peña är bergig söderut, men norrut är den kuperad. Runt La Peña är det ganska tätbefolkat, med 90 invånare per kvadratkilometer. Närmaste större samhälle är Chapulhuacán, 15,4 km öster om La Peña. I omgivningarna runt La Peña växer i huvudsak städsegrön lövskog.